# 银丝大眼竹
银丝大眼竹（学名：Bambusa eutuldoides var. basistriata）为禾本科簕竹属下的一个变种。

## 扩展阅读
- 維基物種上的相關：银丝大眼竹